# 崔昌植
崔昌植（韓語：최창식；1921年—1950年9月25日），前大日本帝國陸軍及大韓民國陸軍軍人，創氏改名時日本姓名為高山隆。
1942年在日本陸軍士官學校工兵科56期畢業，第二次世界大戰終戰時為日本陸軍大尉。
1948年8月加入大韓民國陸軍、任少尉（編號12318），並創設韓國軍隊工兵，同年12月任陸軍本部工兵監。
他在1950年9月因朝鮮戰爭開始後漢江大橋爆破事件被處決，在1964年10月23日朴正熙政權下令重審此案，為他恢復名譽。